# Epalpus porteri
Epalpus porteri là một loài ruồi trong họ Tachinidae.